# 칼 빌트

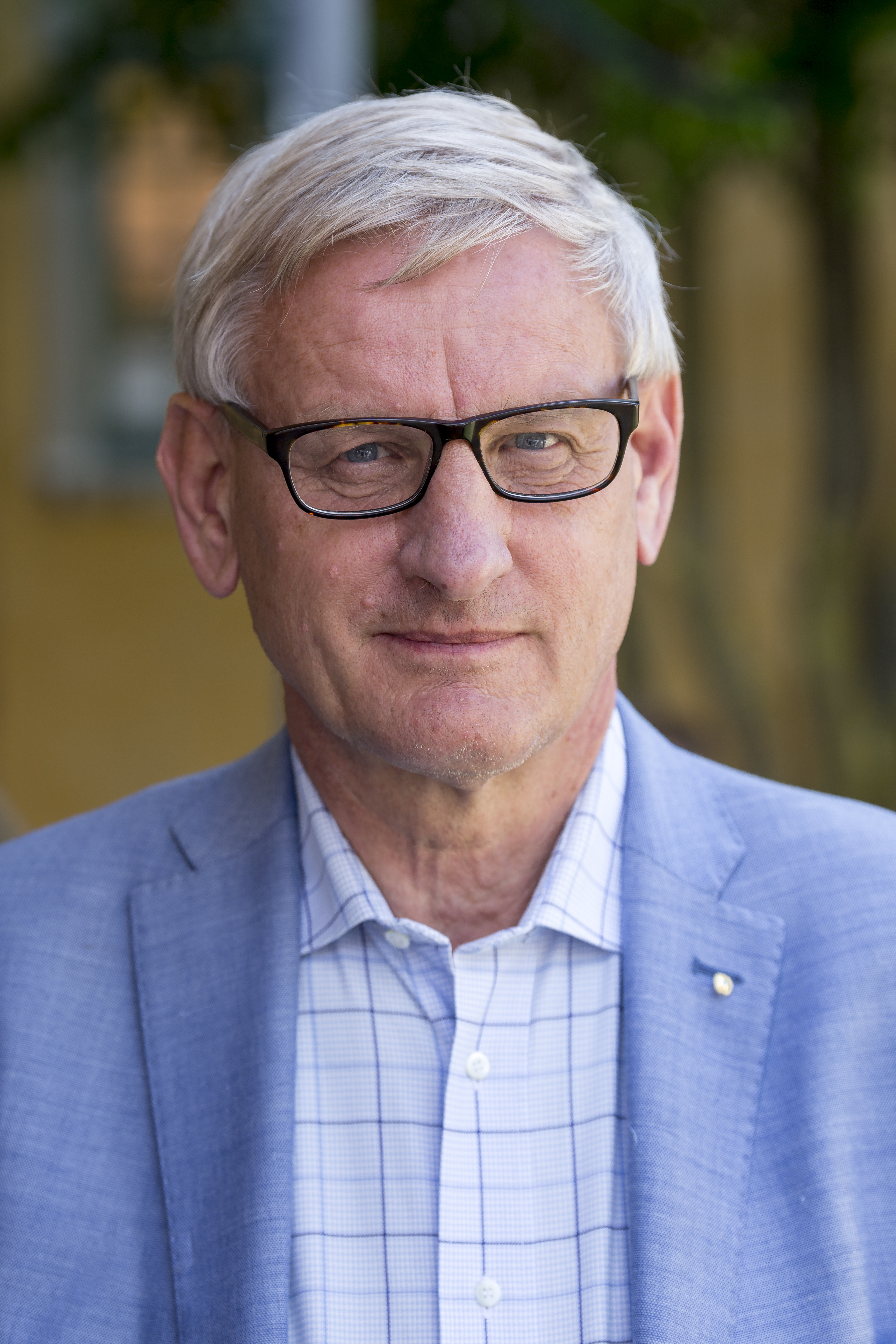
칼 빌트

닐스 다니엘 칼 빌트(스웨덴어: Nils Daniel Carl Bildt, 1949년 7월 15일 ~ )는 스웨덴의 정치인, 외교관이다. 소속 정당은 온건당이다.

## 성장 과정
덴마크, 노르웨이 혈통을 가진 스웨덴 보후슬렌 지방의 귀족 가문 출신이다. 그의 고조할아버지인 길리스 빌트(Gillis Bildt)는 스웨덴의 총리를 역임했다. 어린 시절부터 정치에 관심을 가졌으며 1968년 5월에는 스톡홀름에서 좌파 정치 조직이 주도한 학생 연합 청사 점거 운동에 반대하는 입장을 표명했다. 스웨덴의 중도우파 학생 조직인 스웨덴 자유보수학생연맹의 회장을 역임했고 스톡홀름 대학교를 졸업했다.
1979년에 실시된 총선거에서 스웨덴 의회 의원으로 선출되었다. 야당 의원을 역임하고 있던 1980년대 초반에는 외교 문제에 관한 논객으로 활동했으며 스웨덴 사회민주노동당을 이끌고 있던 올로프 팔메 총리와의 논쟁을 벌였다. 1986년 8월 23일에는 울프 아델손(Ulf Adelsohn)의 뒤를 이어 온건당 당수로 선출되었다.

## 총리
1991년 9월 15일에 실시된 총선거를 통해 온건당, 중앙당, 자유당, 기독교민주당 중도우파 4개 정당 간의 연립 정권을 수립했으며 1991년 10월 4일에는 스웨덴의 총리로 취임했다. 스웨덴의 총리를 역임하던 동안에는 스웨덴의 유럽 연합 가입을 추진했다. 1994년 6월 23일 그리스 케르키라섬에서 열린 유럽 정상 회의에서 스웨덴의 유럽 연합 가입이 결정되었고 스웨덴은 1995년 1월 1일에 유럽 연합에 정식으로 가입하게 된다.
1994년 9월 18일에 실시된 총선거에서 온건당은 사회민주노동당에 패배하고 만다. 1994년 10월 7일에는 스웨덴의 총리 자리에서 물러났고 1999년 9월 4일에는 온건당 당수 자리에서 물러나게 된다.

## 외교관
총리에서 사임한 이후에는 외교관으로 활동했으며 특히 옛 유고슬라비아를 중심으로 한 발칸반도 국가 간의 분쟁을 중재하는 역할을 수행했다. 1995년 6월에는 유럽 연합 구(舊)유고슬라비아 특별 대표를 역임했고 1995년 11월에는 데이턴 평화 회의 공동 의장을 역임했다.
1995년 12월 14일부터 1997년 6월 18일까지 보스니아 헤르체고비나의 고위대표를 역임하면서 보스니아 헤르체고비나의 평화 정착을 위해 노력했다. 1999년부터 2001년까지 유엔 사무총장 발칸반도 특별대표를 역임했다. 2006년 10월 6일부터 2014년 10월 3일까지 프레드리크 레인펠트 내각에서 스웨덴 외무부 장관을 역임했다.